# دار الأوبرا في جامعة الشرق الأوسط الأمريكية
دار أوبرا الجامعة الأمريكية في الشرق الأوسط هي دار أوبرا ومركز لفنون فنون الأداء، تقع ضمن المركز الثقافي في الجامعة الأمريكية في الشرق الأوسط (AUM)، في منطقة العقيلة بمحافظة مبارك الكبير في الكويت.
أُعلن عن المشروع في عام 2017، وكان من المخطط أن تفتح دار الأوبرا أبوابها أمام الجمهور في خريف العام نفسه. وقد أُنشئت الدار بهدف تعزيز الأنشطة الثقافية والفنية في الجامعة والمجتمع الكويتي، وتوفير منصة للعروض المسرحية والموسيقية والحفلات والمؤتمرات.
تضم دار الأوبرا مسرحين مجهزين بأحدث تقنيات الصوت والإضاءة، ويتسعان لما بين 500 و1500 شخص، بالإضافة إلى مساحات عرض وقاعات متعددة الاستخدامات تبلغ مساحتها الإجمالية نحو 10,000 متر مربع. كما تشمل المرافق قاعات للتدريب والبروفات، وصالات استقبال، ومناطق مخصصة للمعارض الفنية والفعاليات الثقافية.
تولت الشركة البريطانية "ثياترتك" (Theatretech) الإشراف على تصميم وبناء المسارح داخل المركز الثقافي لجامعة AUM، وذلك بالتعاون مع شركات ومكاتب استشارية متخصصة في مجال الهندسة المعمارية وتصميم المسارح. ويهدف التصميم المعماري إلى المزج بين الطابع الحديث والوظائف العملية، بما يضمن استيعاب مختلف أنواع العروض الفنية والفعاليات الأكاديمية.